# Mark Linkous
Mark Linkous (ur. 9 września 1962, zm. 6 marca 2010) – amerykański piosenkarz, kompozytor i muzyk, lider Sparklehorse. Współpracował z artystami takimi jak Daniel Johnston, Danger Mouse, David Lynch, Radiohead, PJ Harvey i Tom Waits. Pochodził z Wirginii, ale mieszkał w Karolinie Północnej, gdzie w Hayesville założył Static King Studio .

## Życiorys

### Wczesne lata życia
Mark Linkous urodził się w Arlington, w stanie Wirginia w 1962. Był synem Glorii Hughes Thacker i Frederika Linkous. Miał trzech braci: Matta, Paula i Daniela. Jego rodzice rozwiedli się zanim skończył 13 lat. Wielu członków jego rodziny było górnikami, ale Linkous chciał uniknąć pracy w kopalni i po części wybrał karierę muzyczną.
Później, już jako nastolatek, został członkiem gangu motocyklowego i określał się mianem „młodocianego przestępcy”. Mark dorastał w Carrsbrook (st. Wirginia), w domu swoich dziadków ze strony ojca. Uczęszczał do Albemarle High School w pobliżu Charlottesville. Jak sam mówił: „do szkoły chodziłem zobaczyć się z przyjaciółmi – to jedyny powód, dla którego jej nie rzuciłem”. W tym czasie zaczął nadużywać alkohol i marihuanę.

### The Dancing Hoods
Wkrótce po ukończeniu szkoły średniej, na początku lat 80, Linkous przeprowadził się do Nowego Jorku, gdzie został współzałożycielem grupy Dancing Hoods. Oprócz Marka (wokal i gitara) zespół tworzyli: Bob Bortnick (wokal i gitara), Don Short (perkusja) i Mike Garacino. W 1984 grupa wydała swój pierwszy minialbum, a rok później album pt. 12 Jealous Roses Relativity Records, który otrzymał wiele pozytywnych opinii.
W 1988 Dancing Hoods wydali drugi album, Hallelujah Anyway. Pochodzący z niego singiel Baby's Got Rockets stał się małym hitem rozgłośni akademickiej, a wideoklip został zaprezentowany w programie 120 Minutes, emitowanym przez telewizję MTV. W tym samym roku, w nadziei na większy sukces, grupa przeniosła się do Los Angeles. Wkrótce po tym została rozwiązana.

### Śmierć
Mark Linkous popełnił samobójstwo 6 marca 2010. Zginął strzelając sobie w serce, na zewnątrz domu swoich przyjaciół w Knoxville (stan Tennessee). Zgon stwierdzono na miejscu. Linkous miał 47 lat. Jeszcze tego samego dnia publicysta Marka, potwierdził doniesienia o jego śmierci. W kilka godzin po śmierci artysty, na oficjalnej stronie internetowej Sparklehorse, jego rodzina umieściła informację: „Z wielkim smutkiem dzielimy się wiadomością, że nasz drogi przyjaciel i członek rodziny, Mark Linkous, odebrał sobie dzisiaj życie. Jesteśmy mu wdzięczni za czas jaki z nami spędził. Na zawsze pozostanie w naszych sercach. Niech jego podróż będzie spokojna, szczęśliwa i swobodna. Jest Niebo i jest gwiazda dla Ciebie”.